# Kewaunee County
Das Kewaunee County ist ein County im US-amerikanischen Bundesstaat Wisconsin. Im Jahr 2020 hatte das County 20.563 Einwohner und eine Bevölkerungsdichte von 23,2 Einwohnern pro Quadratkilometer. Der Verwaltungssitz (County Seat) ist Kewaunee.

## Geografie
Das County liegt im Osten Wisconsins auf der Door-Halbinsel, die die Green Bay vom eigentlichen Michigansee trennt.
Das County hat eine Fläche von 2809 Quadratkilometern, wovon 1921 Quadratkilometer Wasserfläche sind.
An das Kewaunee County grenzen folgende Nachbarcountys:
|              | Door County      |
| Brown County |                  |
|              | Manitowoc County |

## Geschichte
Das Kewaunee County wurde 1852 aus Teilen des Manitowoc County gebildet.

## Demografische Daten

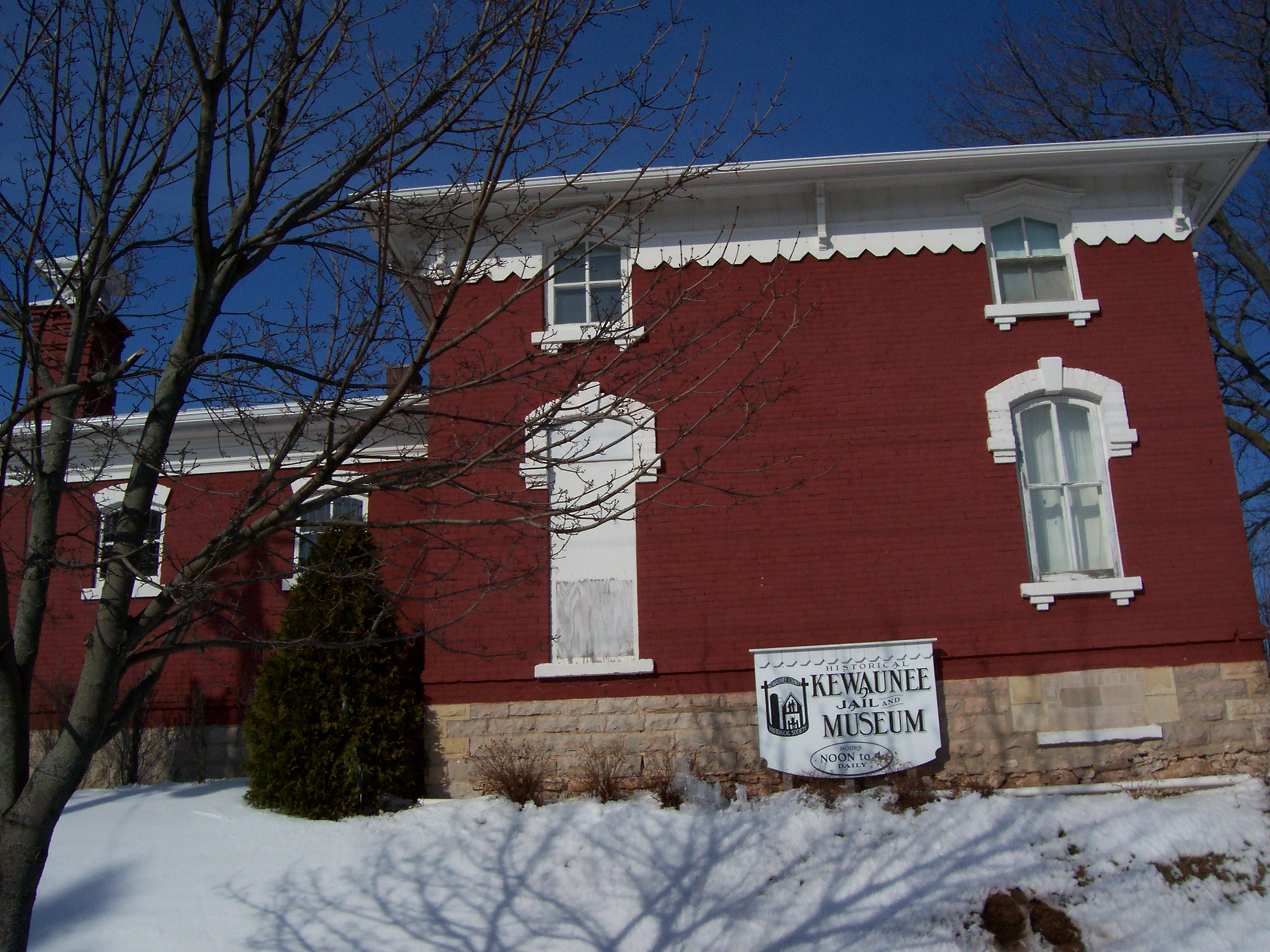
Das Kewaunee County Sheriff House and Jail, seit 1996 im NRHP gelistet

Nach der Volkszählung im Jahr 2010 lebten im Kewaunee County 20.574 Menschen in 8170 Haushalten. Die Bevölkerungsdichte betrug 23,2 Einwohner pro Quadratkilometer. In den 8170 Haushalten lebten statistisch je 2,49 Personen.
Ethnisch betrachtet setzte sich die Bevölkerung zusammen aus 97,8 Prozent Weißen, 0,4 Prozent Afroamerikanern, 0,5 Prozent amerikanischen Ureinwohnern, 0,4 Prozent Asiaten sowie aus anderen ethnischen Gruppen; 0,9 Prozent stammten von zwei oder mehr Ethnien ab. Unabhängig von der ethnischen Zugehörigkeit waren 2,4 Prozent der Bevölkerung spanischer oder lateinamerikanischer Abstammung.
2019 waren 21,9 Prozent der Bevölkerung unter 18 Jahre alt, 52,1 Prozent waren zwischen 18 und 60 und 26,0 Prozent waren 60 Jahre oder älter. 49,2 Prozent der Bevölkerung war weiblich. 69 % der mittlerweile 9.414 Haushalte werden von Familien bewohnt, 27,1 % von Singles.

Das jährliche Durchschnittseinkommen eines Haushalts lag 2018 bei 63.118 USD (2010: 55.611 USD). Das Pro-Kopf-Einkommen betrug 30.098 USD (2010: 25.356 USD). 7,3 Prozent (2010: 8,9 Prozent) der Einwohner lebten unterhalb der Armutsgrenze.

## Ortschaften im Kewaunee County
| Citys - Algoma (3.113 Einwohner) - Kewaunee (2.888 Einwohner) | Villages - Casco (1.212 Einwohner) - Luxemburg (2.612 Einwohner) |

Census-designated place (CDP)
- Dyckesville1

Andere Unincorporated Communities
| - Alaska - Bay View - Birchwood - Bolt - Bruemmerville - Casco Junction - Cherneyville - Clyde | - Curran - Duvall - East Krok - Ellisville - Euren - Frog Station - Gregorville - Kodan | - Krok - Lincoln - Neuern - Norman - Rostok - Rankin - Rio Creek - Rosiere2 | - Ryans Corner - Pilsen - Slovan - Stangelville - Thiry Daems - Tisch Mills3 - Tonet - Walhain |

1 – teilweise im Brown County

2 – teilweise im Door County

3 – teilweise im Manitowoc County

## Gliederung
Das Kewaunee County ist neben den zwei Citys und zwei Villages in zehn Towns eingeteilt:
| Town             | Einwohner (2019) | FIPS     |
| ---------------- | ---------------- | -------- |
| Town of Ahnapee  | 936              | 55-00600 |
| Town of Carlton  | 1.034            | 55-12575 |
| Town of Casco    | 1.212            | 55-12875 |
| Town of Franklin | 999              | 55-27250 |
| Town of Lincoln  | 963              | 55-44425 |

| Town                  | Einwohner (2019) | FIPS     |
| --------------------- | ---------------- | -------- |
| Town of Luxemburg     | 1.512            | 55-46425 |
| Town of Montpelier    | 1.328            | 55-54050 |
| Town of Pierce        | 840              | 55-62625 |
| Town of Red River     | 1.422            | 55-66700 |
| Town of West Kewaunee | 1.350            | 55-85775 |

|  |